# Prózy (Karel Kryl)

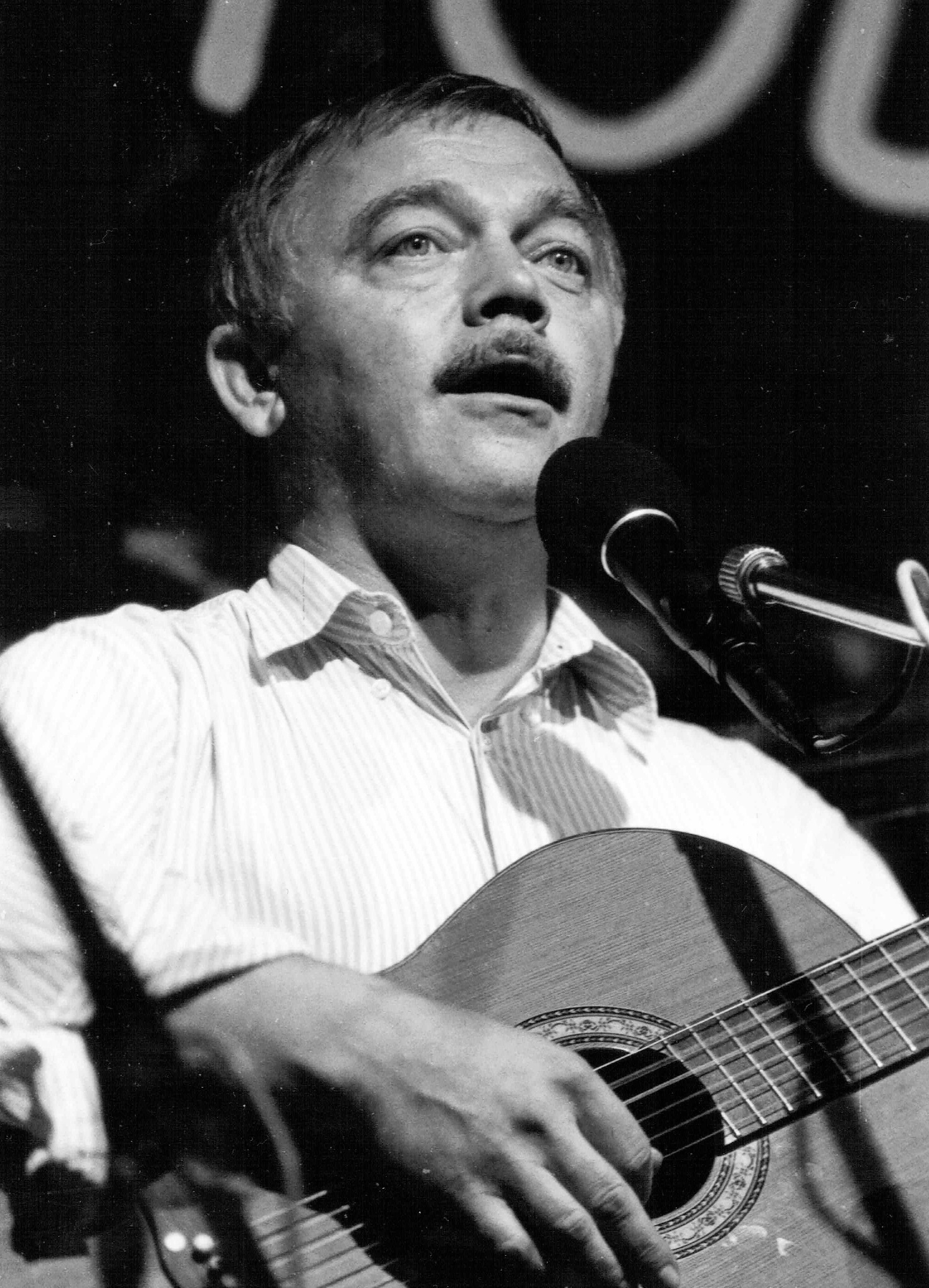
Karel Kryl

Prózy je název výboru prozaických textů Karla Kryla vydaných v jedné publikaci v nakladatelství Torst v roce 2017, 23 let po Krylově smrti. Výbor Prózy obsahuje povídky, pohádky, fejetony i úvahy sepsané Krylem koncem 60. let a začátkem 70. let 20. století, kromě třech povídek ještě před Krylovým exilem v Mnichově. Krom toho výbor obsahuje Krylův nedokončený román nesoucí název Člověk. Výbor je doplněn Krylovými ilustracemi.
Některé z prozaických textů ve výboru vydaných nebyly nikdy předtím vydány a pocházejí z Krylovy pozůstalosti. Jiné byly vydány časopisecky. Mnohé z nich Kryl předčítal během svých rozhlasových pořadů v rádiu Svobodná Evropa, případně během svých koncertů.

## Obsah výboru
Výbor Prózy se dělí na tři části. V první jsou povídky, příběhy a pohádky, druhý obsahuje fejetony a úvahové texty, třetí pak román Člověk.
Celý obsah výboru:
I. část
- Kdo lže
- Deštivý den
- Široká louka
- Pády
- Titulkář
- Jaro je tady
- Nádvoří bylo prostorné
- Můj stín Antonín
- Dusot kopyt
- Hele, strejdo, namaluj ptáčka
- Tři přání Vincenta Podbrady
- Povídka trosečnická
- Bylo nebylo, ale spíš ne
- A dneska zase pohádka pro Hulajdu
- Pohádka o křížovém králi (Proč koruna přišla o korunu)
- Andělská povídka

II. část
- Vlast
- Studený vítr profukuje kostýmy maškary
- Kapeme si do očí metylcelulózu
- Holé, zčernalé prsty větví
- Venku sněžilo nad monstrancemi barů
- Když se probudil z bezvědomí
- A znovu ta noc
- Mořská kráva zpívá búgí
- Není nic podivného
- Athos, Porthos, Aramis a d'Artagnan
- Slunce nedá zemi spát
- Nebylo zapotřebí románového konce
- Nevím, kdy to vlastně bylo
- S dárky je to takové zvláštní
- Vánoce se blíží
- Kterak psáti vánoční fejeton
- Hele, v televizi běží dnes detektivka
- Krásný Štědrý večer
- Dobrý den
- Vzduch je plný babího léta
- Onoho večera bylo mlhavo
- Svléká-li člověk děvče
- Ležel jsem na balkoně
- Ulice světa jsou si podobny jako vejce vejci
- Vlastníme toho málo
- Takovej divnej smutek sedne na město
- To počasí už mi jde na nervy
- Viděl jsem včera v jednom ze zdejších premiérových kin
- Jak se tak s kartáčkem v ruce dívám do zrcadla
- Někdy na podzim minulého roku
- Tak jsem si ty vaše pohádky přečetl, pane Jirásek
- Asi tak...
- Psal se rok 79 po Kristu

III. část
- Člověk

## Román Člověk
Více než dvousetstránkový román Člověk Kryl začal sepisovat začátkem 70. let v mnichovském exilu. V jeho archivu se dochovaly dvě verze románu, ve výboru Prózy je otištěna ta druhá, rozsáhlejší. Kryl se chystal na románu pracovat dál, ale rozhodl se přestat poté, co dal přečíst několik úryvků svým přátelům, kteří k nim byli kritičtí. I přesto několik úryvků z románů bylo ještě za Krylova života vydáno časopisecky.
Román je rozdělen na dvě části: Člověk a Lidé. Jednotlivé části mají souvislý děj a dělí se na číslované kapitoly. V románu se pak kapitoly z části Člověk a z části Lidé pravidelně střídají. Část Člověk popisuje život emigranta z Československa v Západním Německo a jeho adaptaci na nové prostředí. Část Lidé popisuje život Vládi, mladíka žijícího ve městě v severních Čechách, pracujícího v továrně na keramiku a jeho interakce s místním uměleckým prostředím. Na několika místech ještě vloženy kapitoly nazvané Margareta, popisující dívku Margaretu v dívčím věku, kterou v dívčím věku maloval malíř nahou a které se ho za několik let vyrazila znovu vyhledat.
Román Člověk je autobiografický a přibližuje Krylův život v Teplicích před odchodem na vojnu i první roky jeho mnichovské exilu. Některé postavy měly odraz v reálném životě, například bohémský sochař Příhoda, který byl inspirován skutečným sochařem Milanem Lahodou.